# Ptychoglossus stenolepis
Espèce
Synonymes
- Euspondylus stenolepis Boulenger, 1908

Statut de conservation UICN

 LC  : Préoccupation mineure
Ptychoglossus stenolepis est une espèce de sauriens de la famille des Gymnophthalmidae.

## Répartition

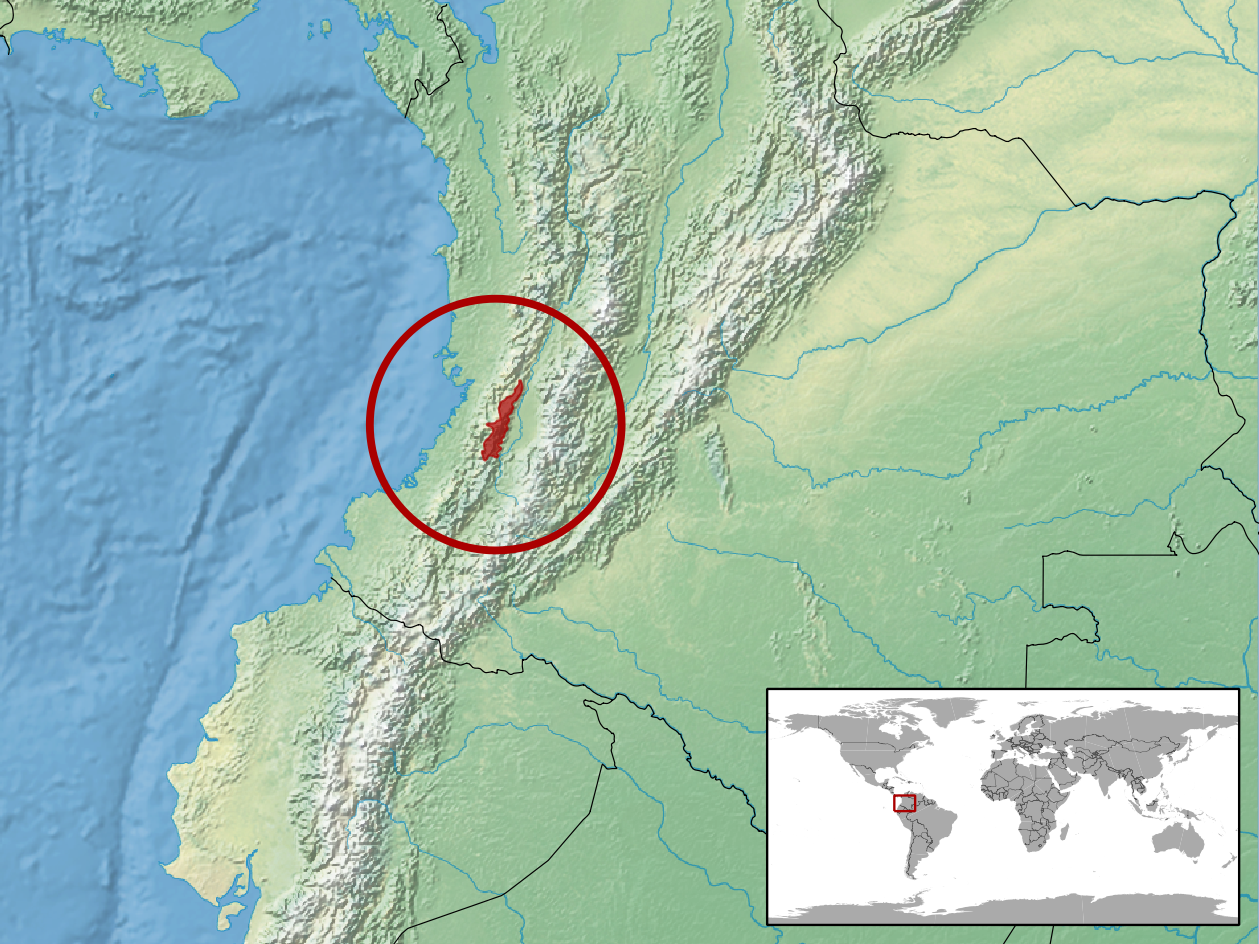
Répartition de l'espèce.

Cette espèce est endémique de Colombie. Elle se rencontre entre 1 750 et 1 900 m d'altitude dans le centre de la cordillère Occidentale.

## Publication originale
- Boulenger, 1908 : Descriptions of new Batrachians and Reptiles discovered by Mr. M. G. Palmer in South-western Colombia. Annals and Magazine of Natural History, sér. 8, vol. 2, no 12, p. 515-522 (texte intégral).